# Kijárási tilalom (jog)
A kijárási tilalom vagy kijárási korlátozás a jogban egy olyan rendelkezés, amely meghatározza azt, hogy az embereknek mikor kell visszatérniük lakóhelyükre vagy mikor kell otthonukban maradniuk. Ilyet állami hatóságok rendelhetnek el, de tágabb értelemben egy kiskorú kötelezettsége is lehet, amikor szülője (gyámja) meghatározza, legkésőbb meddig kell hazaérnie.
Hatóságilag legtöbbször fegyveres konfliktusok vagy járvány alatt alkalmazzák. Az elrendelését szabályozó jogszabályok országonként eltérőek. Magyarországon a 2011. évi CXIII. törvény (a honvédelemről és a Magyar Honvédségről, valamint a különleges jogrendben bevezethető intézkedésekről) IX. fejezetének (Terrorveszélyhelyzet, megelőző védelmi helyzet, rendkívüli állapot, szükségállapot és váratlan támadás idején alkalmazható szabályok / A közigazgatásra, közrendre és közbiztonságra vonatkozó rendkívüli intézkedések) 70. §-a szabályozza, amelynek 5. bekezdése szerint:
„Korlátozni lehet a lakosság utcán vagy más nyilvános helyen való tartózkodását (a továbbiakban: kijárási tilalom). A kijárási tilalmat és annak időtartamát a rádió, a televízió, a kormányzati internetes oldalak, a sajtótermék és hirdetmény útján, valamint a helyben szokásos módon a lakosság tudomására kell hozni.”
Továbbá a 3. bekezdés szerint elrendelhető:
„a) az ország meghatározott területén való tartózkodás korlátozása, illetve engedélyhez kötése,
b) hogy az ország meghatározott területére utazni, azon átutazni vagy onnan kiutazni csak engedéllyel szabad.”

## Kijárási korlátozás Magyarországon 2020-ban
Orbán Viktor miniszterelnök 2020. március 27-én a reggeli rádióinterjúban bejelentette, hogy a kormány a Covid19-koronavírus-járvány miatt a 71/2020. (III. 27.) Korm. rendelettel kijárási korlátozást rendel el. A kijárási korlátozás 2020. március 28-án 0.00 órától lépett hatályba és 2020. április 11-én hatályát vesztette.
2020. március 27-én az 1997. évi CLIV. törvény (az egészségügyről) alapján az országos tisztifőorvos a járványügyi helyzetre figyelemmel, az egészségügyi törvény által ráruházott jogkörében (36. § (4)) megtiltotta:
- a nemzetközi személyszállítást végző vasúti jármű, autóbusz, valamint polgári légijármű Magyarország területére történő belépését,
- a külföldről érkező nem magyar állampolgárok személyforgalomban Magyarország területére történő belépését,
- a felsőoktatási intézmények hallgatók által történő látogatását.[6]

(A szociális izolációnak, társadalmi elkülönülésnek vagy közösségi távolságtartásnak (social distancing) nevezett védekező közegészségügyi stratégia egyértelműen szükségszerű egy világméretű járvány esetében.)

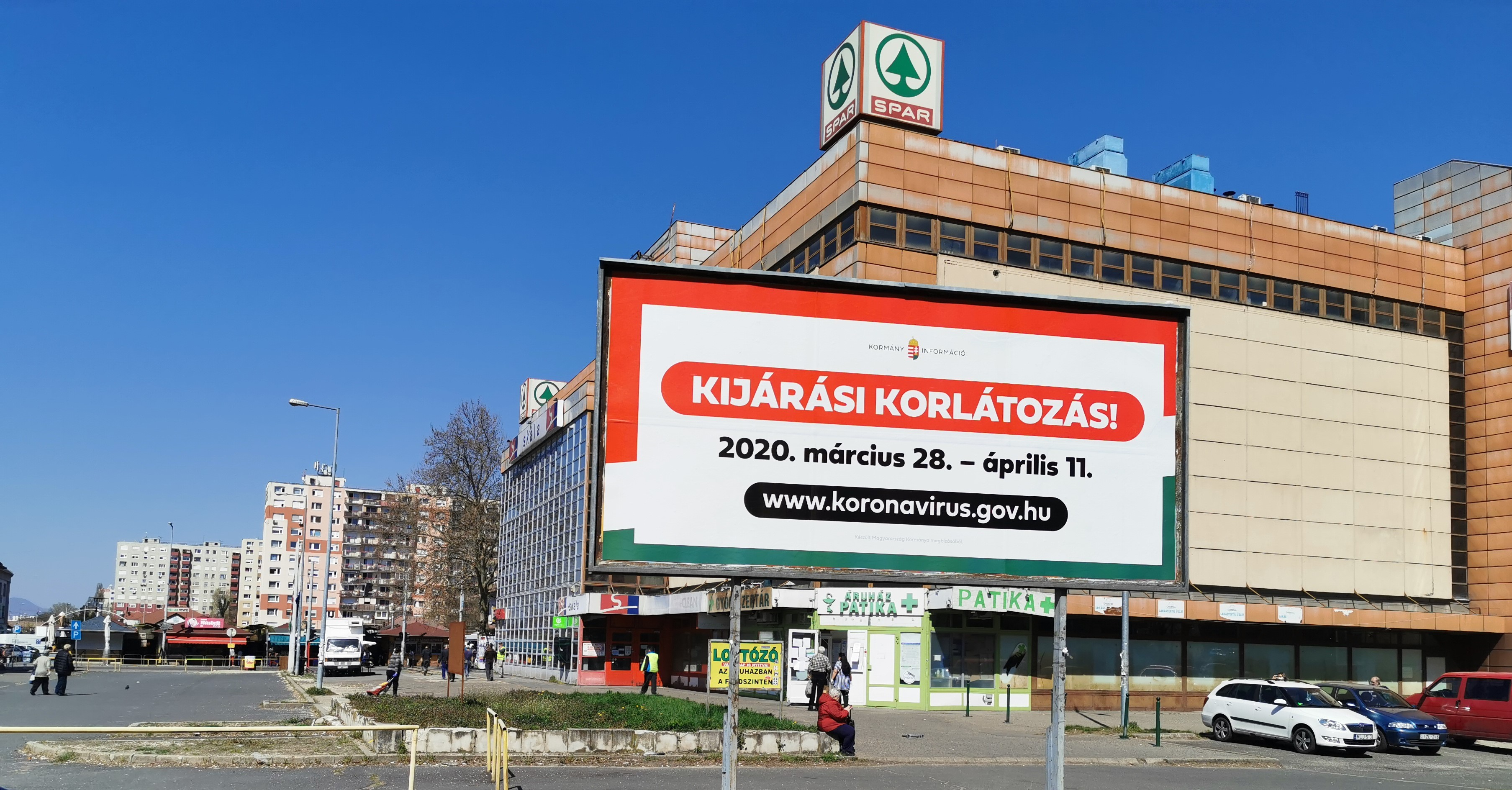
Óriásplakát a kijárási korlátozásról Kispesten

A magyar kormány 2020-ban több alkalommal kijárási korlátozást írt elő Magyarországon az élet- és vagyonbiztonságot veszélyeztető tömeges megbetegedést okozó humánjárvány megelőzése, illetve következményeinek elhárítása, a magyar állampolgárok egészségének és életének megóvása érdekében.

### 2020. március
A Magyar Közlöny 2020. évi 56. számában megjelent 71/2020. (III. 27.) Korm. rendeletben megjelent kijárási korlátozás 2020. március 28-án 0.00 órakor lépett hatályba, és eredetileg két hétre (április 11-ig) szólt, április 9-én azonban a kormány határozatlan időre meghosszabbította. A kijárási korlátozások május folyamán először vidéken majd Budapesten is megszűntek.
Az intézkedést Orbán Viktor magyar miniszterelnök jelentette be 2020. március 27-én a reggeli rádióinterjújában.

### Főbb korlátozások
Mindenki köteles más emberekkel a szociális érintkezést – a közös háztartásban élők kivételével – a lehető legkisebb mértékűre korlátozni, és a másik embertől lehetőség szerint legalább 1,5 méter távolságot tartani, beleértve a tömegközlekedést is.
Vendéglátó üzletben – az ott foglalkoztatottak kivételével – tartózkodni tilos. Kivételt képez az elvitelre alkalmas ételek kiadása és szállítása. Ezzel megszűnik a korábbi rendelkezés, amely a vendéglátó üzletek délután 3 órakor történő bezárását írta elő.
A lakóhely, a tartózkodási hely, illetve a magánlakás elhagyására kizárólag az ezen kormányrendeletben meghatározott alapos indokkal kerülhet sor.

### Az alapos indok fogalma
Alapos indoknak számít:
- a) a munkavégzés, a hivatásbeli kötelezettség, a gazdasági, mezőgazdasági és erdészeti tevékenység, valamint az ezek elvégzéséhez nélkülözhetetlen anyagokat, valamint eszközöket árusító üzletben (különösen a műszaki cikket, az építőanyagot és eszközöket árusító üzletben) történő vásárlás,
- b) napközbeni kiscsoportos felügyelet okán a kiskorú gyermek kísérése,
- c) az egészségügyi ellátás és szolgáltatás igénybevétele, beleértve a gyógyító tevékenységen túl a testi és a lelki egészség megőrzése céljából nyújtott egészségügyi szolgáltatásokat (különösen pszichoterápiás ellátás, fizioterápiás kezelés, gyógytorna),
- d) az egyéni szabadidős sporttevékenység, szabadidős célú gyalogos közlekedés
- e) a házasságkötés és a temetés szűk családi körben,
- f) a napi fogyasztási cikket értékesítő élelmiszerüzletben (a továbbiakban: élelmiszerüzlet) történő vásárlás,
- g) a napi fogyasztási cikket értékesítő egyéb (illatszert, a drogériai terméket, a háztartási tisztítószert, a vegyi árut és a higiéniai papírterméket árusító) üzletben (a továbbiakban együtt: drogéria) történő vásárlás,
- h) az állateledelt, takarmányt forgalmazó üzletben történő vásárlás,
- i) a mezőgazdasági üzletben történő vásárlás, ideértve műtrágyát értékesítő üzletet és vágóhidat,
- j) a piacon, a helyi termelői piacon  történő vásárlás,
- k) a gyógyszert, a gyógyászati segédeszközt forgalmazó üzletben (a továbbiakban együtt: gyógyszertár) történő vásárlás,
- l) az üzemanyag-töltőállomás felkeresése,
- m) a dohányboltban történő vásárlás,
- n) a fodrász, a manikűrös szolgáltatások igénybevétele,
- o) a szállítási, tisztítási és higiéniás szolgáltatások igénybevétele,
- p) a gépjármű- és kerékpárszerviz, a mezőgazdasági és erdészeti gépek és berendezések javításával kapcsolatos szolgáltatások igénybevétele,
- q) a hulladékgazdálkodással összefüggő szolgáltatások igénybevétele,
- r) a legszükségesebb esetben a személyes megjelenést igénylő ügyintézés, így hatósági, banki, pénzügyi, biztosítási és postai szolgáltatások igénybevétele,
- s) az állatok ellátása, háziállat közterületi sétáltatása, az állatorvosi rendelő és az állatkórház látogatása,
- t) a szülői jogok és kötelezettségek,
- u) a hitéleti tevékenység.[17]

Alapos indoknak számít  továbbá a magáról gondoskodni nem tudó, vagy segítségre szoruló személy (például kiskorú személy, idős személy és beteg személy) részére történő segítségnyújtás.

### 2020. november
2020. november 10-én újabb védelmi intézkedéseket hirdetett ki.
A koronavírus járvány terjedése miatt Magyarország lakosságának megvédése érdekében a kormány szigorú korlátozásokat vezetett be. Bezártak az éttermek, szállodák, állatkertek és egyéb sportlétesítmények, valamint 20:00 és hajnali 5:00 között kijárási tilalom lépett életbe, ami alól csak munkavégzés, vészhelyzet, vagy egyéb alapos indok volt kivétel.
A kormány ezt a kijárási korlátozást 2021. március 29-ig hosszabbította meg.